# تاريخ اليهود في المغرب

خريطة الجاليات اليهودية التاريخية في المغرب.

يشكل اليهود المغاربة مجتمعاً قديماً. قبل قيام دولة إسرائيل في عام 1948، كان هناك ما يقرب من 250.000 إلى 350.000 يهودي في البلاد، مما جعل المغرب صاحب أكبر جالية يهودية في العالم الإسلامي، ولكن بحلول عام 2017 لم يبق منهم سوى 2000 أو نحو ذلك. كان اليهود في المغرب، وهم في الأصل من المتحدثين باللغات الأمازيغية، والعربية اليهودية المغربية أو الإسبانية اليهودية، أول من تبنى اللغة الفرنسية في البلاد في منتصف القرن التاسع عشر، وعلى عكس السكان المسلمين، لا تزال الفرنسية هي اللغة الرئيسية (وفي في كثير من الحالات، اللغة الحصرية) لأفراد الجالية اليهودية هناك.

## التاريخ

### الأصول

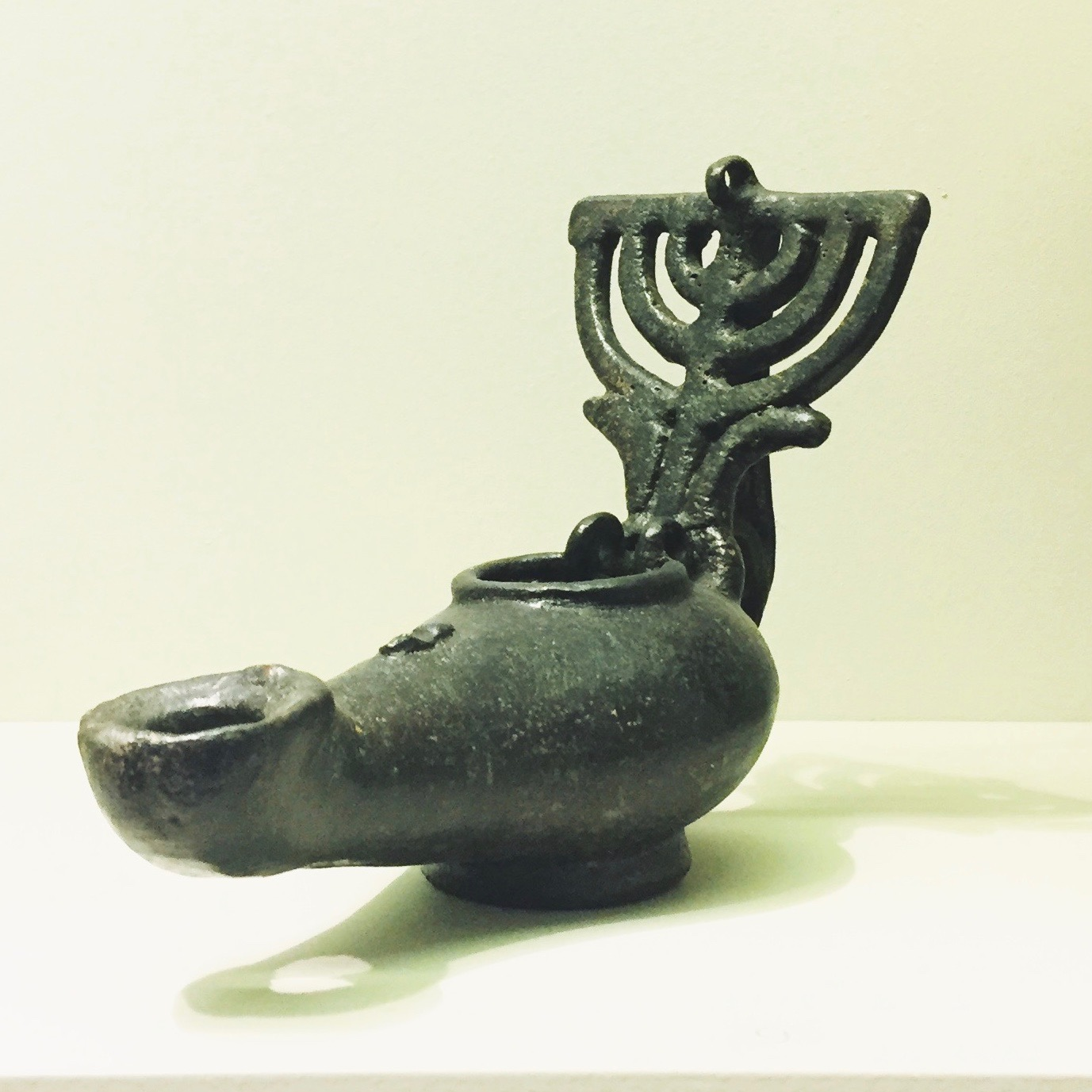
مصباح زيت نحاسي من العصر الروماني على شكل مينوراه، عُثِر عليه في أطلال وليلي.

من الممكن أن يكون بعض اليهود قد فروا إلى شمال أفريقيا بعد تدمير الهيكل الأول في القرن السادس قبل الميلاد أو بعد تدمير الهيكل الثاني في القرن الأول الميلادي. ومن المُحتمل أيضاً أنهم وصلوا على متن قوارب فينيقية (1500 قبل الميلاد - 539 قبل الميلاد). هُناك أيضاً نظرية، يؤيدها ابن خلدون، مفادها أن اليهود المغاربة كانوا من الأمازيغ الأصليين (البربر) الذين تحولوا إلى اليهودية، إلا أن السؤال حول كيفية تحولهم لا يزال مطروحاً، وقد رفض معظم العلماء هذه النظرية. الجالية اليهودية في إفران، من الكلمة الأمازيغية إيفري التي تعني الكهف، من المُفترض أن يعود تاريخها إلى عام 361 قبل الميلاد ويُعتقد أنها أقدم جالية يهودية في ما يعرف الآن بالمغرب.

### تحت الحكم الروماني
أول دليل قاطع على وجود يهود في المغرب الحالي هو عبارة عن مرثيات قبور بالعبرية في وليلي وأطلال كنيس يهودي من القرن الثالث، ويعود تاريخها إلى العصور القديمة المتأخرة. تؤكد إميلي جوتريتش أن الهجرة اليهودية إلى المغرب تسبق التكوين الكامل لليهودية، حيث أن التلمود «كُتب ونُقِح بين 200 و500م.»
كانت اللغات العبرية أو الآرامية المُستخدمة من قِبل اليهود مرتبطة ارتباطاً وثيقاً باللغة البونيقية للقرطاجيين. كما أنه استقر العديد من اليهود بين الأمازيغ واعتمدوا لغاتهم. ازداد عدد يهود موريطنية تحت سيطرة الرومان والوندال (بعد عام 429).
عندما تبنت الإمبراطورية الرومانية المسيحية، نهجت مجالس قرطاج الكنسية سياسات تمييز ضد أتباع اليهودية. كان مرسوم جستينيان بشأن اضطهاد شمال أفريقيا، الذي صدر بعد الإطاحة بحكم الفاندال وسيطرة البيزنطيين على موريطنية (534)، موجهاً ضد اليهود وكذلك الآريوسيين والدوناتيين وغيرهم من المعارضين.
في القرن السابع، استقبل سكان موريطنية من اليهود اليهود الوافدين من شبه الجزيرة الإيبيرية الذي فروا من تشريعات القوط الغربيين. في نهاية القرن نفسه، عقب الفتوحات العربية الكبرى في شمال غرب أفريقيا، كان هناك العديد من اليهود في موريطنية وفقاً للمؤرخين العرب.

### الفتح العربي والأدارسة (703-1146)
منذ أن تأسست مدينة فاس عام 788م، جذبت إليها فئات متنوعة من السكان من جميع أنحاء المنطقة، ومن بين هؤلاء الوافدين الجدد جاء اليهود الذين ساهموا بقدراتهم التجارية في تطوير الاقتصاد. استقروا في المدينة القديمة لفاس، وشكلوا مجتمعاً مستقراً، وتم اعتبارهم جزءاً لا يتجزأ من حياة المدينة. استمر العصر الذهبي للجالية اليهودية في فاس لقرابة ثلاثمائة عام، من القرن التاسع إلى القرن الحادي عشر. اجتذبت المدارس الدينية التابعة لهم علماء وشعراء ونحويين لامعين. شابت هذه الفترة مذبحة عام 1033، والتي وصفتها المكتبة اليهودية الافتراضية على أنها حدث منعزل يرجع أساساً إلى الصراع السياسي بين قبيلتي المغراويين وإفرنيد.

### تحت حكم المرابطين
الدولة المرابطية هي دولة إسلامية انبثقت من حركة دعوية إصلاحية إسلامية اعتمدت في بدايتها على كنفدرالية صنهاجة الأمازيغية بعد التحام عدد من قبائلها الكبيرة. مكنهم حماسهم الديني وقدراتهم القتالية من إنشاء إمبراطورية هائلة في المغرب وإسبانيا المسلمة خِلال القرنين الحادي عشر والثاني عشر. وتُنسب حماستهم الإسلامية اللاهوتية إلى يحيى بن إبراهيم، قائدهم الروحي، وكذلك إلى العليم عبد الله بن ياسين. وبسبب الحماسة الإسلامية، غزا المرابطون المغرب وأجزاء رئيسية من غرب الجزائر بين عامي 1054 و1092. وفي عام 1062 حولوا مراكش إلى قاعدة عملياتهم وعاصمتهم الدينية. منذ ذلك الحين، تبنى قادتهم الرئيسيون لقب أمير المسلمين، لكنهم مع ذلك استمروا في الاعتراف بشرعية السلطة الأعلى في الإسلام وهي الخليفة العباسي في العراق الذي يلقب بأمير المؤمنين. في نهاية القرن الحادي عشر، بدأ المسيحيون القشتاليون الذين احتفظوا بأجزاء من إسبانيا في تحدي سلطة المرابطين والتعدي على أراضيهم. نجحت قيادة المرابطين في صد المسيحيين مؤقتاً وإحباط خططهم لغزو مدن رئيسية مثل قرطبة وطليطلة.

### الطرد الإسباني لليهود

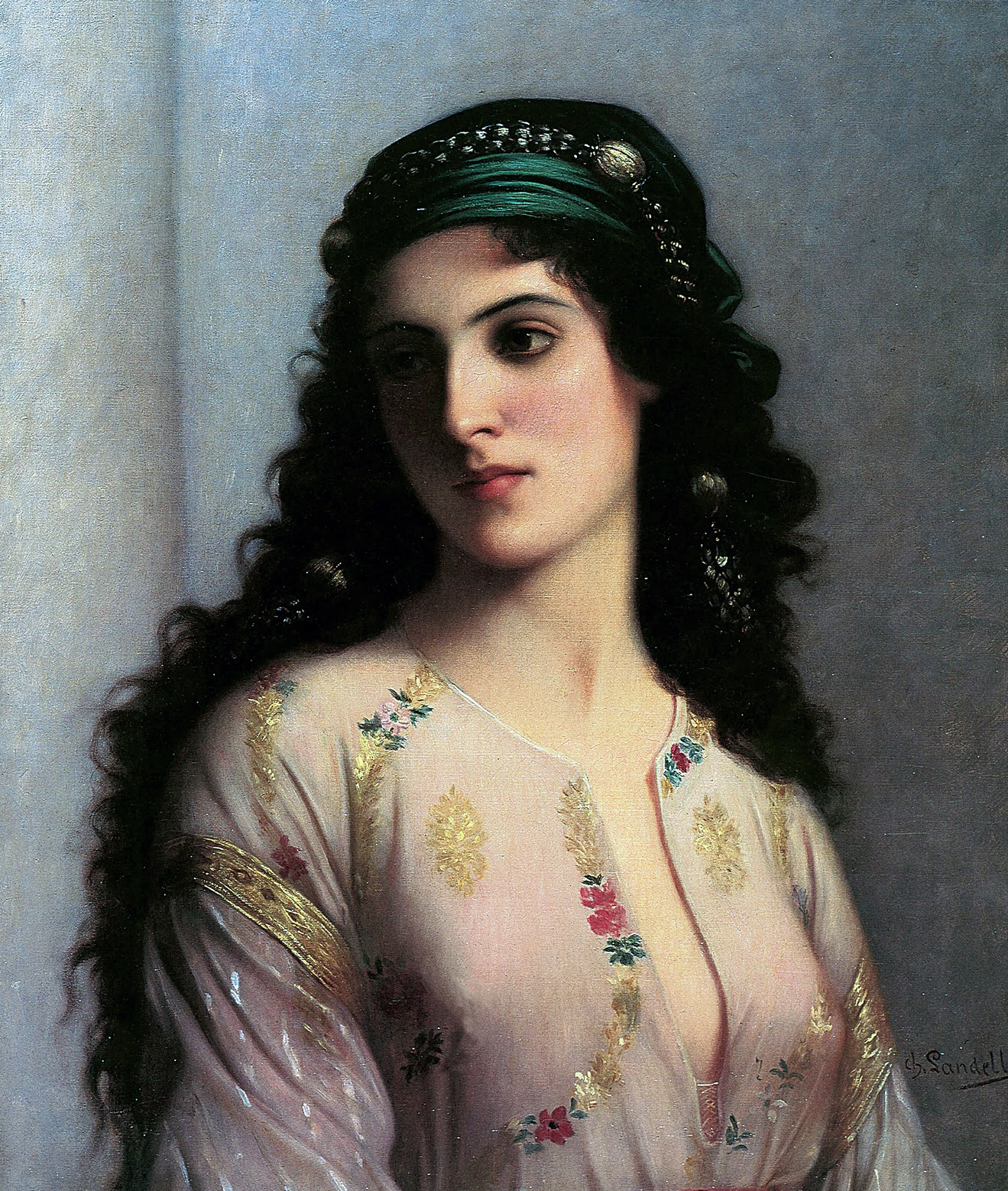
يهودية من طنجة (1874).

وصلت المرحلة الرئيسية من حروب الاسترداد الإسبانية إلى نهايتها بحلول عام 1249. خلال المشاهد الإجرامية التي سُنت في عام 1391 في إسبانيا، وإشبيلية وميورقة التي تسيطر عليهما إسبانيا، انتهز اليهود السفارديين في إسبانيا الفرصة للهجرة إلى شمال أفريقيا هرباً من الاضطهاد. بعد مائة عام، أصدر الملك فرناندو الثاني ملك أراغون والملكة إيزابيلا الأولى ملكة قشتالة مرسوم قصر الحمراء - وهو مرسوم يأمر بطرد اليهود المتدينين من إسبانيا. وبالتالي، تم طرد اليهود من إسبانيا عام 1492، وبعد ذلك من البرتغال عام 1496 بعد مرسوم مماثل من قبل الملك مانويل الأول ملك البرتغال. وهكذا تكرر الغزو المفاجئ لليهود على المغرب وشمال أفريقيا بأكملها على نطاق أوسع بكثير.
بعد ثورة 1465 المغربية في ظل الحكم المريني، تقلصت الجالية اليهودية الأصلية في المغرب بشكل كبير بعد أن تم ذبحها وتهميشها. بدأ يهود المغرب في التعافي من مذابح 1465 تحت حكم الوطاسيين، وهي سلالة من قبيلة زناتة الأمازيغية حكمت المغرب بعد سقوط المرينيين عام 1472. بعد عام 1492، تضخمت أعداد الجالية اليهودية في المغرب مع موجات اللاجئين الوافدين من إسبانيا والبرتغال، مما أدى إلى زيادة القوة الثقافية والاقتصادية للجالية اليهودية المغربية بشكل كبير. كان أغلب اليهود السفارديين الوافدين أفضل حالاً اقتصادياً من نظرائهم الأصليين، كما جلبوا معهم أفكاراً محددة للثقافة التي شكلوها بعد قرون من الحياة في شبه الجزيرة الإيبيرية. ونتيجة لذلك، سارعت النخبة التجارية من السفارديين إلى الهيمنة على الحياة المجتمعية اليهودية في المغرب.

### تحت حكم السعديين

#### ميغوراشيم وتوشافيم
نتيجة لمذابح عام 1391 ومرسوم الحمراء عام 1492 ومحاكم التفتيش الإسبانية، هاجر العديد من اليهود السفارديين الناطقين بلهجات إسبانية —الإسبانية اليهودية والحكيتية— من إيبيريا إلى المغرب، حيث كان يشار إليهم باسم ميغوراشيم (מגורשים «المنفيين») أو الروميين («الرومان»، أي «الأوروبيين»)، للتفريق بينهم وبين المجتمعات الأمازيغية والمعربة الأصلية القديمة اليهودية في المغرب، والذين يُشار إليهم باسم توشافيم (תושבים «الأصليين») أو البلديين. رحب السلطان محمد الشيخ رسمياً بالميغوارشيم السفارديين، على الرغم من أنهم واجهوا صعوبات في الاستقرار في المغرب. عند وصولهم بثرواتهم وعدم قدرتهم على الدفاع عن أنفسهم في الأرض الجديدة، كان يُنظر إليهم على أنهم أهداف سهلة للمجرمين، وعانوا من السرقة والاغتصاب والعنف.
بفضل مهارتهم في التجارة والفنون والحرف اليدوية الأوروبية، التي لم تكن معروفة إلى حد كبير آنذاك للمور، وبفضل ثرواتهم، ساهم اليهود الميغوراشيم بشكل واضح في صعود وتطور السلالة العلوية منذ بدايتها في عام 1666. كان السعديون في البداية متعصبين دينياً وغير متسامحين مع غير المسلمين، إذ فرضوا ضرائب باهظة على الجالية اليهودية المحلية، لكن مع توطيدهم لسلطتهم في البلاد، أظهروا تدريجياً قدراً أكبر من التسامح تجاه الأقلية اليهودية. مثل أسلافهم الوطاسيين، استخدم السلاطين السعديون اليهود كأطباء ومبعوثين دبلوماسيين ومترجمين فوريين. وابتداءً من عام 1603، تولى إبراهيم بن واش ثم يهوذا ليفي منصب وزير الخزانة. كما تم تجنيد أعضاء من العائلات الأرستقراطية اليهودية كابيسا وبلاش من قبل بلاط السلطان كوكلاء ومفاوضين مع التجار الأوروبيين الذين دخلوا البلاد. أصبحت السلطات صديقة لليهود بشكل متزايد، إلا أنه لا يمكن قول الشيء نفسه عن الجماهير المسلمة وكذلك الزعماء والحكام المحليين في المناطق الحضرية والريفية.

### القرن 19
لم يأت القرن التاسع عشر، الذي أتى بالتحرر لليهود في العديد من البلدان، بأي تغيير بالنسبة لوضع اليهود المغاربة، بل إنه أنتج انقسامات جديدة بينهم وأحدث مصادر جديدة للمتاعب. في منتصف القرن التاسع عشر، أدى التطور التجاري والتغلغل الاقتصادي الأوروبي إلى ازدهار العديد من التجار اليهود في موانئ شمال المغرب، ولكن كلف العديد من اليهود في الداخل سبل عيشهم التقليدية، حيث أدت الواردات الصناعية من أوروبا إلى إخراج الحرف اليهودية التقليدية من السوق. ونتيجة لذلك، بدأ يهود المغرب بالهجرة من الداخل إلى المدن الساحلية مثل الصويرة ومزاغان وآسفي، ثم الدار البيضاء لاحقاً بحثاً عن فرص اقتصادية، والمشاركة في التجارة مع الأوروبيين وتطوير تلك المدن. كافح بعض المهاجرين الفقراء إلى الملاحات (الأحياء اليهودية) الحضرية المكتظة بالسكان لضمان قوتهم اليومي كأصحاب دكاكين أو بائعين متجولين أو حرفيين أو متسولين.
كما أدى عدم الاستقرار والانقسامات التي عرفها المغرب إلى تأجيج الصراعات، التي كان اليهود في كثير من الأحيان أكباش فداء لها. جلبت الحرب الفرنسية المغربية الأولى عام 1844 بؤساً جديداً وسوء معاملة لليهود المغاربة، ولا سيما يهود موكادور (المعروفة باسم الصويرة). عندما اندلعت الحرب الإسبانية المغربية في 22 سبتمبر 1859، طُرد اليهود من ملاح تطوان، وفر العديد منهم إلى قادس وجبل طارق للجوء.

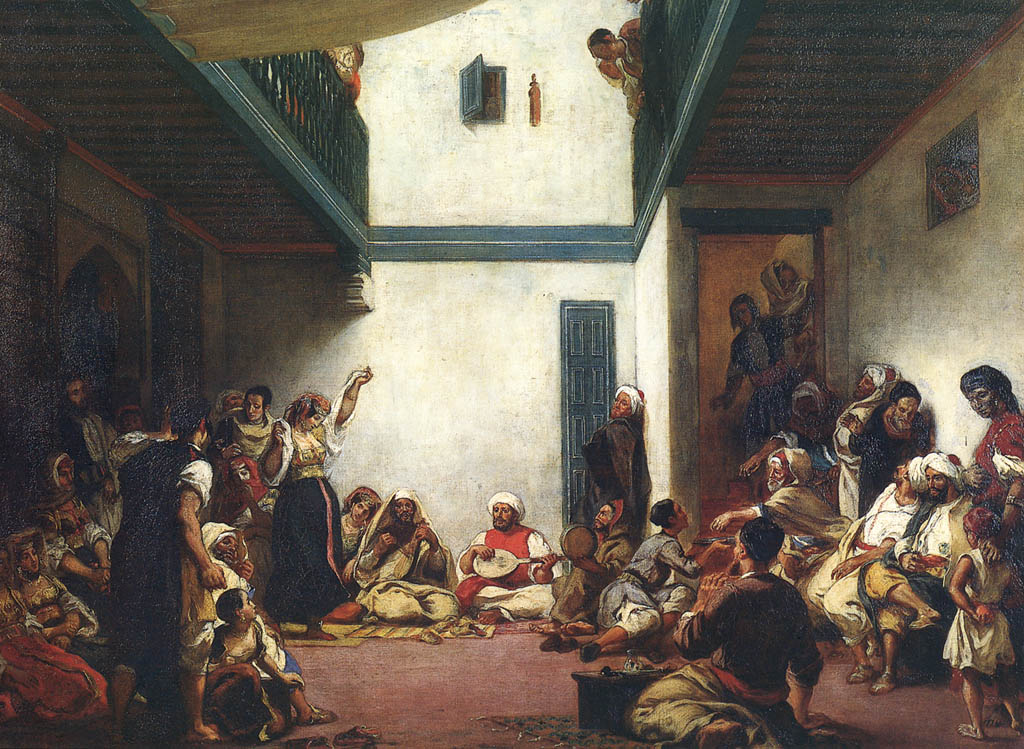
عرس يهودي في المغرب للرسام يوجين ديلاكروا، 1839، متحف اللوفر، باريس.
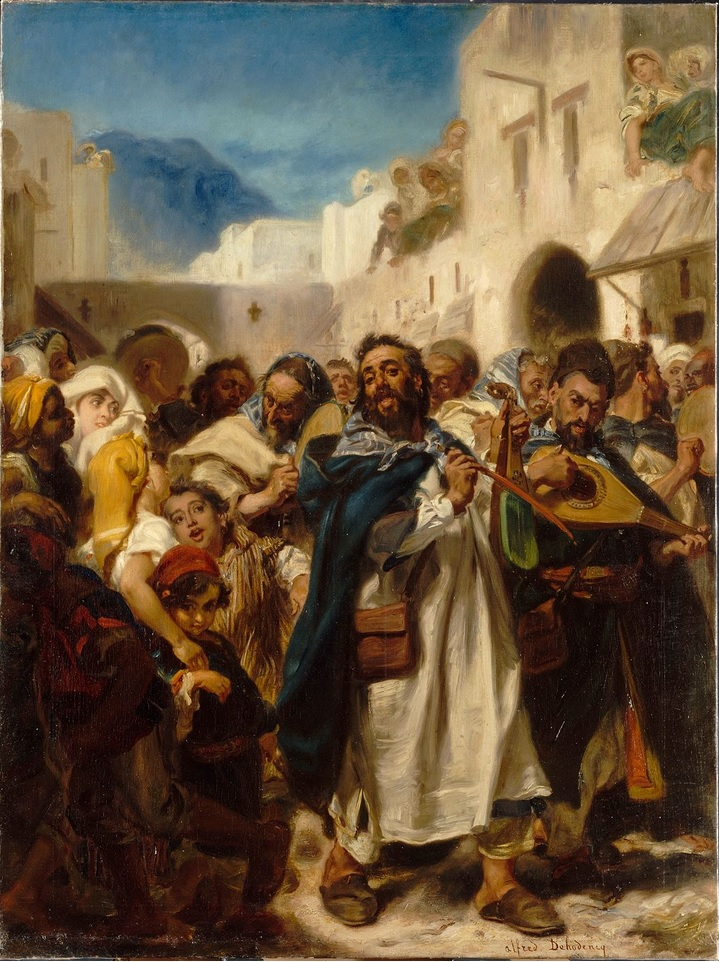
المهرجان اليهودي في تطوان للرسام ألفريد ديهودينك، 1865، متحف باريس للفن والتاريخ اليهودي.
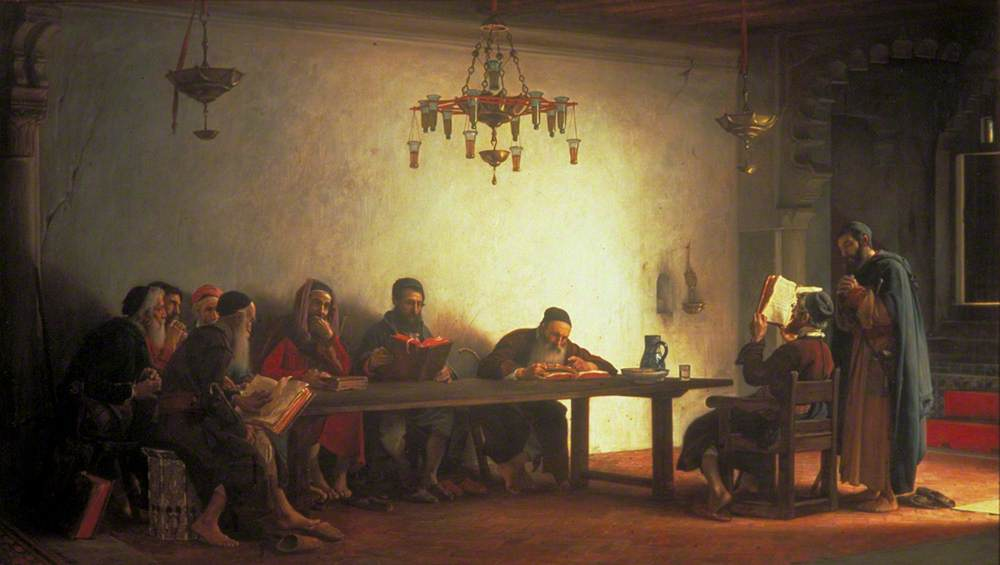
قراءة الكتاب المقدس من قبل الحاخامات للرسام جان جول أنطوان لوكومت دو نو، 1882.
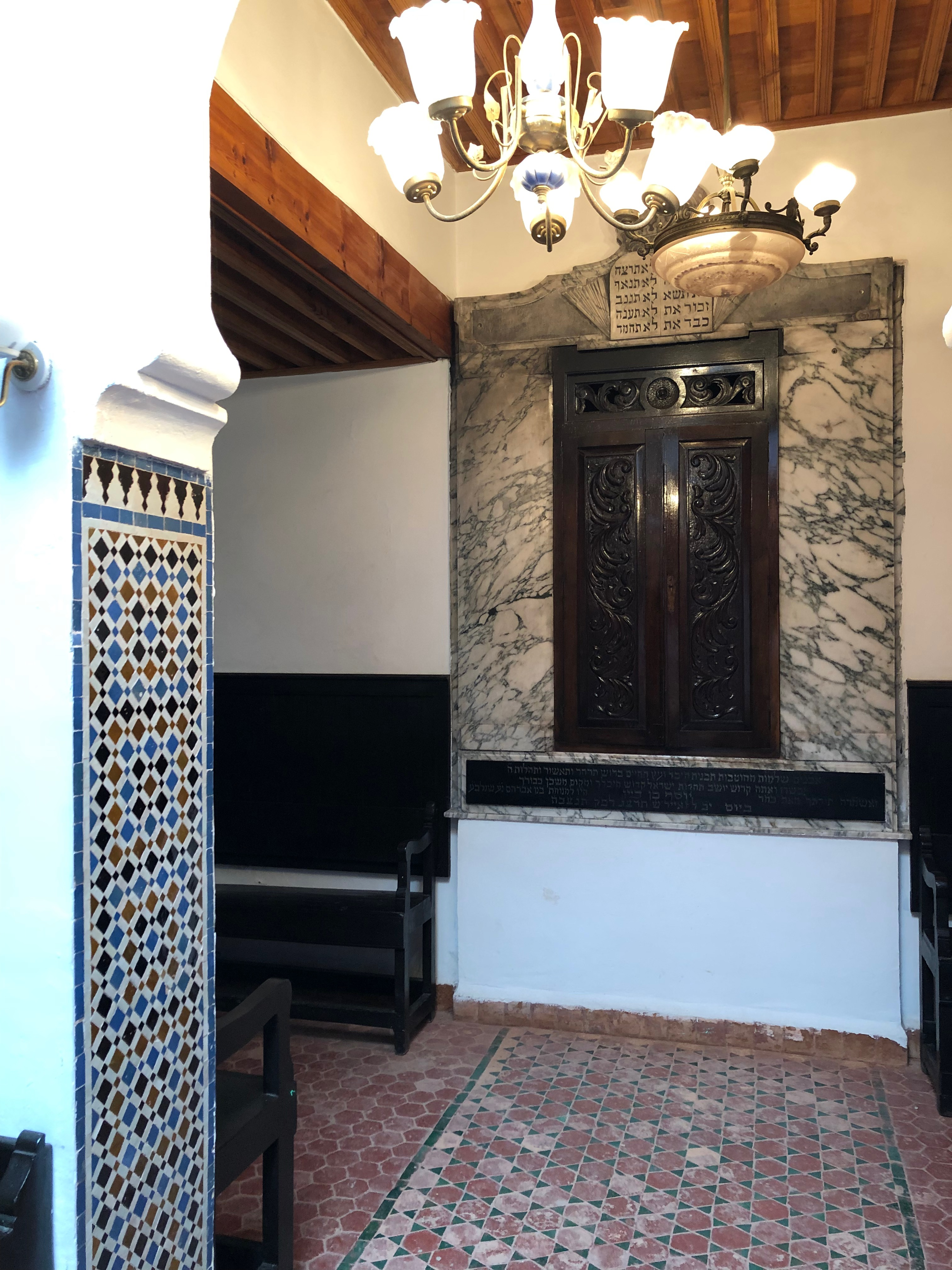
كنيس إسحاق بن وليد في تطوان، الذي سمي على اسم أحد أبرز الشخصيات اليهودية المغربية في القرن التاسع عشر.

#### الاتحاد الإسرائيلي العالمي
حظيت واقعة معركة تطوان عام 1860 بتغطية الصحافة اليهودية الأوروبية، مما نتج عنه جهد دولي أُطلِق عليه «صندوق الإغاثة المغربي». كان اضطهاد يهود المغرب أحد الدوافع الرئيسية لتأسيس الاتحاد الإسرائيلي العالمي (AIU) عام 1860، وهي منظمة فرنسية تعمل من أجل المساواة الاجتماعية والسياسية والتقدم الاقتصادي للطائفة اليهودية في جميع أنحاء العالم.
عملت المنظمة كحركة تبشيرية يهودية سعت إلى «تحديث» ممارسات يهود شمال أفريقيا. وقد كان المغرب أحد البلدان التي كان فيها المنظمة أكثر نشاطاً؛ حيث افتتحت أول مدرسة لها في تطوان عام 1862، تلتها مدارس في كل من طنجة (1864) والصويرة (1866) وآسفي (1867). في النهاية، أصبح لديها 83 مدرسة في المغرب، أي أكثر من بقية مدارسها الأخرى في العالم مجتمعة. بمرور الوقت، ارتبطت المنظمة في المغرب ارتباطاً وثيقاً بالتأثير الاستعماري الفرنسي؛ إذ أشار أحد الأمناء العامين المساعدين لاحقاً إلى أن «علاقاتها الوثيقة والعضوية مع وزارة الخارجية الفرنسية كانت سراً مفتوحاً».

#### الهجرة إلى أمريكا الجنوبية
خلال هذا القرن وحتى عام 1910، هاجرت حوالي 1.000 عائلة يهودية مغربية إلى الأمازون، في شمال البرازيل، خلال ازدهار المطاط.

#### مقال مصور للمجتمع اليهودي
أولى صور العائلات اليهودية المغربية كانت تلك التي اُلتُقطت في أوائل القرن العشرين من قبل المستكشف والمصور الألماني هيرمان بورخارت، وهي محفوظة الآن في المتحف الإثنولوجي في برلين.

#### محاولات التحويل
استهدفت جمعية لندن للترويج للمسيحية بين اليهود المغاربة اليهود، والتي سعت إلى دفعهم لاعتناق المسيحية خلال مجاعة 1877-1879.

### القرن 20

#### الحماية الفرنسية
في ظل الاستعمار الفرنسي، كان لليهود المغاربة تجربة مختلفة مع مهمة التثقيف الفرنسية مقارنة مع تجربة المسلمين المغاربة، ويرجع ذلك جزئياً إلى كون اليهود أكثر دراية بالأوروبيين؛ إذ لم تكن هناك جاليات مسلمة تأسست في أوروبا في ذلك الوقت. تمكن اليهود المغاربة من تجسيد مجموعتهم الفرعية الموحدة حديثاً والمُعترف بها رسمياً في مهمة التثقيف.
لم يتحسن وضع اليهود المغاربة بشكل كبير بعد فرض الحماية الفرنسية عام 1912. فعلى النقيض من الجزائر، حيث حصل اليهود على الجنسية الفرنسية بشكل جماعي مع اعتماد مرسوم كريميو في عام 1870، كلف إنشاء الحماية الفرنسية في المغرب العديد من اليهود أشكال الحماية الأوروبية خارج الحدود التي كانوا يتمتعون بها سابقاً، مما أدى إلى إبعادهم مرة أخرى إلى وضع السكان الأصليين جنباً إلى جنب مع المواطنين المسلمين.
وسط التمرد الذي أعقب الكشف عن معاهدة فاس عام 1912، دخل آلاف الجنود المغاربة المتمردين ونهبوا ملاح فاس، ولم يتوقفوا إلا بعد قصف مدفعي فرنسي للحي اليهودي. أدت هذه الأحداث إلى مقتل أكثر من 50 يهودياً ودُمرت أو تضررت مئات المنازل والمتاجر، وقد عُرفت هذه الأحداث بأيام فاس الدامية أو «تريتيل».
قام الأخوان حديد في الدار البيضاء بتحرير صحيفة Or Ha'Maarav، أو La Lumiere du Maroc (1922-1924)، وهي صحيفة صهيونية مكتوبة بالعربية اليهودية بالحروف العبرية، والتي استمرت من عام 1922 حتى أغلقتها السلطات الفرنسية في 1924. تبعتها صحيفة L'Avenir Illustré (1926-1940)، وهي صحيفة فرنسية قومية مؤيدة للصهيونية قام بتحريرها جوناثان ثورز، وكذلك l'Union Marocaine (1932-1940)، وهي صحيفة فرنكوفونية تتبنى وجهات نظر تحررية من الاتحاد الإسرائيلي العالمي من تحرير إيلي نتاف. تم إغلاق كل من L'Avenir Illustré وL'Union Marocaine من قبل نظام فيشي.
أرسل اليهود المغاربة أعداداً كبيرة من أطفالهم للدراسة بالفرنسية في مؤسسات مثل مدارس الاتحاد الإسرائيلي العالمي، قبل جيل أو جيلين من المسلمين المغاربة. لكن بحلول الثلاثينيات من القرن الماضي، بدأت أعداد متزايدة من المسلمين المغاربة في التخرج أيضاً من المدارس التي تدرس باللغة الفرنسية، وذلك من أجل الوصول إلى المناصب التي كان يشغلها في السابق مواطنون فرنسيون ويهود مغاربة في الشركات المملوكة لفرنسيين وفي الإدارة الاستعمارية.

#### الحرب العالمية الثانية
في عام 1940، نفذ المقيم العام تشارلز نوغيس المراسيم المعادية للسامية الصادرة عن حكومة فيشي التي يسيطر عليها النازيون والتي تستبعد اليهود من الوظائف العامة. ورد أن السلطان محمد الخامس رفض التوقيع على «خطة فيشي لتقسيم وترحيل ربع مليون يهودي مغربي إلى مصانع القتل في أوروبا»، وفي تحدٍ، أصر على دعوة جميع حاخامات المغرب إلى احتفالات عيد عرش عام 1941. ومع ذلك، فقد فرضت الحكومة الفرنسية بعض القوانين المعادية للسامية ضد إرادة السلطان. فعلى سبيل الثمال، تعرض ليون سلطان من الحزب الشيوعي المغربي إلى الشطب.
كان للقوانين العنصرية أثر سلبي على اليهود المغاربة ووضعتهم في موقف غير مريح «بين أغلبية مسلمة غير مبالية وطبقة مستوطنين معادية للسامية».
في عام 1948، كان يعيش في المغرب ما يقرب من 265.000 يهودي، بينما يعيش هناك الآن حوالي 2.500 شخص فقط، معظمهم في الدار البيضاء، ولكن أيضاً في فاس والمدن الرئيسية الأخرى.
في يونيو 1948، بعد وقت قصير من قيام إسرائيل وفي خضم الحرب العربية الإسرائيلية الأولى، اندلعت أعمال شغب ضد اليهود في وجدة وجرادة، والقصر الكبير، مما أسفر عن مقتل 44 يهودياً. بين عامي 1948 و1949، غادر 18.000 يهودي البلاد إلى إسرائيل. بعد ذلك، استمرت الهجرة اليهودية (إلى إسرائيل وأماكن أخرى)، لكنها تباطأت إلى بضعة آلاف في السنة. خلال أوائل الخمسينيات من القرن الماضي، شجعت المنظمات الصهيونية الهجرة، لا سيما في جنوب البلاد الذي يعاني من الفقر، حيث رأت أن اليهود المغاربة مصدر ثمين لعمالة الدولة اليهودية. منذ عام 1948، غادر العديد من اليهود فاس، وهاجر معظمهم إلى إسرائيل بينما ذهب آخرون إلى فرنسا وكندا. في الخمسينيات والستينيات من القرن الماضي، كانت لا تزال هناك مدارس ومنظمات يهودية نشطة مثل الاتحاد الإسرائيلي العالمي الذي أغلق أبوابه لاحقاً مع انخفاض عدد السكان اليهود.

#### الاستقلال المغربي
في عام 1956، نال المغرب استقلاله بعد 44 عاماً من الحماية الفرنسية، حصل خِلالها 1.415 مغربي فقط على شهادة البكالوريا، منهم 640 مسلماً و775 يهودياً. شغل اليهود عدة مناصب سياسية، كان منهم ثلاثة أعضاء في البرلمان المغربي ووزير للبريد والتلغراف. ومع ذلك، عرفت الهجرة إلى إسرائيل قفزة من 8.171 في عام 1954 إلى 24.994 في عام 1955، وزادت أكثر في عام 1956. وبدءاً من عام 1956، تم حظر الهجرة إلى إسرائيل، إلا أنها استمرت بشكل غير قانوني حتى تم استئنافها رسمياً عام 1961. في عام 1961، خففت الحكومة قوانين الهجرة إلى إسرائيل كجزء من اتفاقية مع إسرائيل تضمنت دفع مبلغ للمغرب عن كل يهودي غادر البلاد إلى إسرائيل. عندما توفي محمد الخامس، انضم اليهود إلى المسلمين في يوم حداد وطني. لكن على مدى السنوات الثلاث التالية، هاجر أكثر من 80 ألف يهودي مغربي إلى إسرائيل. بحلول عام 1967، بقي 60 ألف يهودي فقط في المغرب.
أدت حرب الأيام الستة عام 1967 إلى زيادة التوترات بين العرب واليهود في جميع أنحاء العالم بما في ذلك المغرب. بحلول عام 1971، انخفض عدد سكان البلاد من اليهود إلى 35.000؛ إلا أن نسبة كبيرة من هذه الموجة الجديدة من الهجرة ذهبت إلى أوروبا وأمريكا الشمالية بدلاً من إسرائيل. كانت فرنسا لبعض الوقت وجهة خاصة لليهود المغاربة الحاصلين على تعليم أوروبي، والذين كانت لديهم فرص اقتصادية هناك؛ أظهرت إحدى الدراسات التي أُجرِيت على إخوة يهود مغاربة، بعضهم استقر في فرنسا والبعض الآخر في إسرائيل، أن 28 في المائة من الإخوة الذين استقروا في فرنسا أصبحوا مدراء أو رجال أعمال أو محترفين (مقارنة بـ13 في المائة لدى إخوانهم الإسرائيليين)، و4 في المائة فقط هم عمال غير مهرة (مقارنة بأكثر من الثلث لدى إخوانهم الإسرائيليين). رغم كثرة اليهود المغاربة في إسرائيل، إلا أنهم تمتعوا بقدر أقل من الحركة: 51٪ كانوا من أصحاب الياقات الزرقاء في عام 1961 و54٪ في أواخر عام 1981.

### القرن 21
رغم أن أعدادهم قليلة حالياً، لا يزال اليهود يلعبون دوراً بارزاً في المغرب، حيث أن مستشار الملك هو يهودي كبير، أندري أزولاي. كما أنهم ممثلون جيداً في الأعمال التجارية وحتى عدد قليل منهم في السياسة والثقافة، بالإضافة إلى ذلك، تتلقى المدارس والمعابد اليهودية إعانات حكومية. مع ذلك، استُهدف اليهود في تفجيرات الدار البيضاء في مايو 2003. وقد تم تجاهل نداءات الملك الحسن الثاني بن محمد لليهود المغاربة السابقين بالعودة إلى حد كبير.
في عام 2004، كان عدد سكان مراكش المسنين حوالي 260 يهودياً، معظمهم تجاوزوا الستين من العمر، بينما كان في الدار البيضاء ما بين 3.000 و4.000 يهودي. تُشِير أرقام عام 2014 إلى أنه لا يزال هناك حوالي 2.500 يهودي يعيشون في المغرب. اعتباراً من 2018، بلغ إجمالي اليهود في المغرب 2200. في عام 2019، بلغ عدد مواطني دولة إسرائيل حوالي 472.800 يهودي من أصل مغربي، أي حوالي 5٪ من إجمالي سكان البلاد.
في عام 2013، تم الكشف عن ارتفاع عدد العائلات اليهودية المغربية التي تُرسِل أبنائها للدراسة في كلية القدس للتكنولوجيا في إسرائيل. يختار معظم هؤلاء الطلاب الحصول على الجنسية الإسرائيلية والاستقرار في إسرائيل بعد التخرج. على العكس من ذلك، استقر عدد قليل من المجرمين الإسرائيليين في المغرب، مستغلين عدم وجود معاهدة لتسليم المجرمين بين البلدين، إلا أن معظم هؤلاء ليسوا من أصل مغربي. لا يزال هناك العديد من المواطنين اليهود في المغرب ممن يختارون تربية أطفالهم على العقيدة اليهودية، ويتم إرسال معظم هؤلاء الأطفال إلى مدرسة الاتحاد الإسرائيلي العالمي. ومع ذلك، فإن غالبية الطلاب في هذه المدرسة يتابعون تعليمهم العالي في بلدان أخرى ويغادرون المغرب.

### المعرض

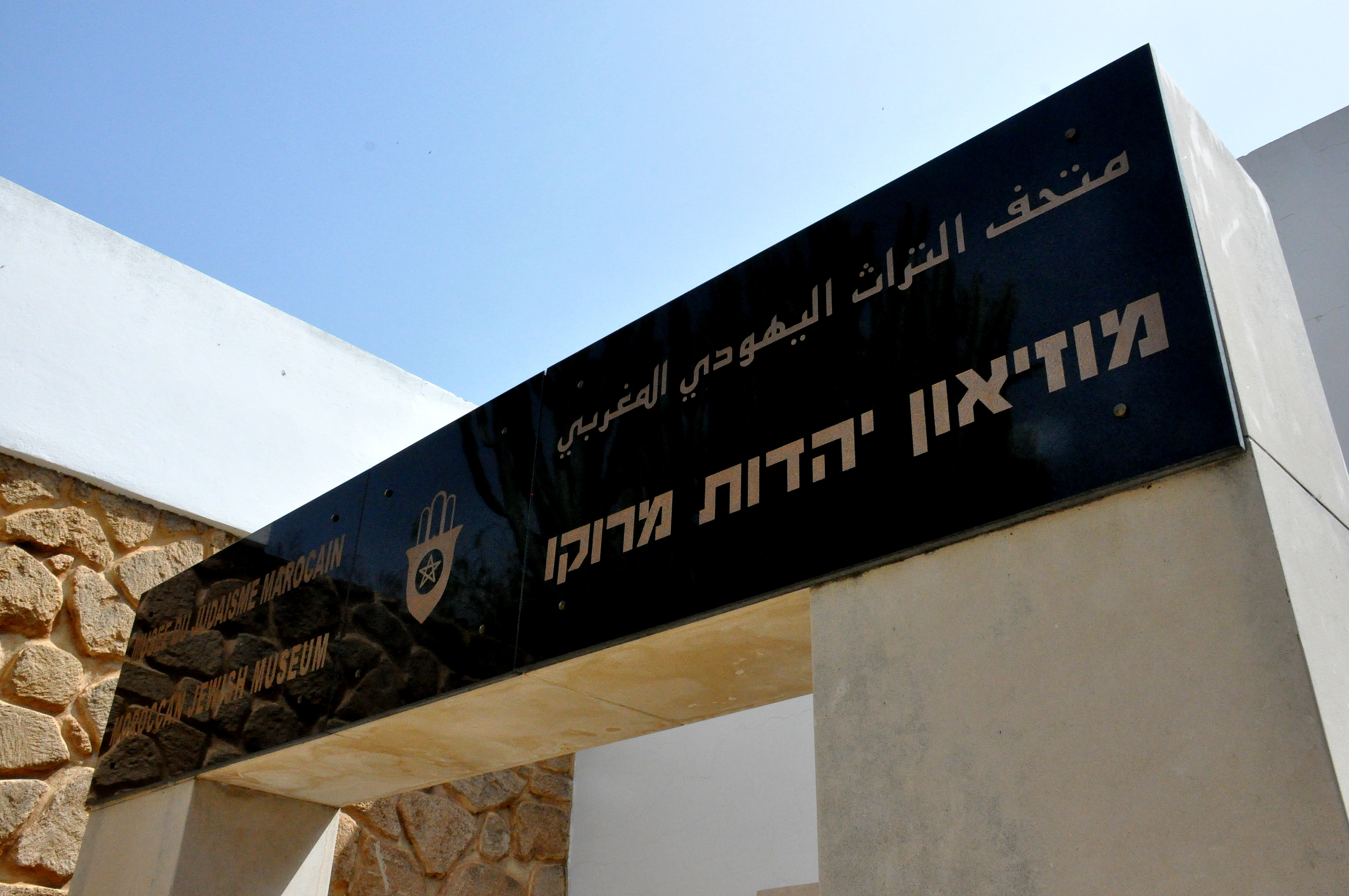
المتحف اليهودي المغربي بالدار البيضاء، المغرب.
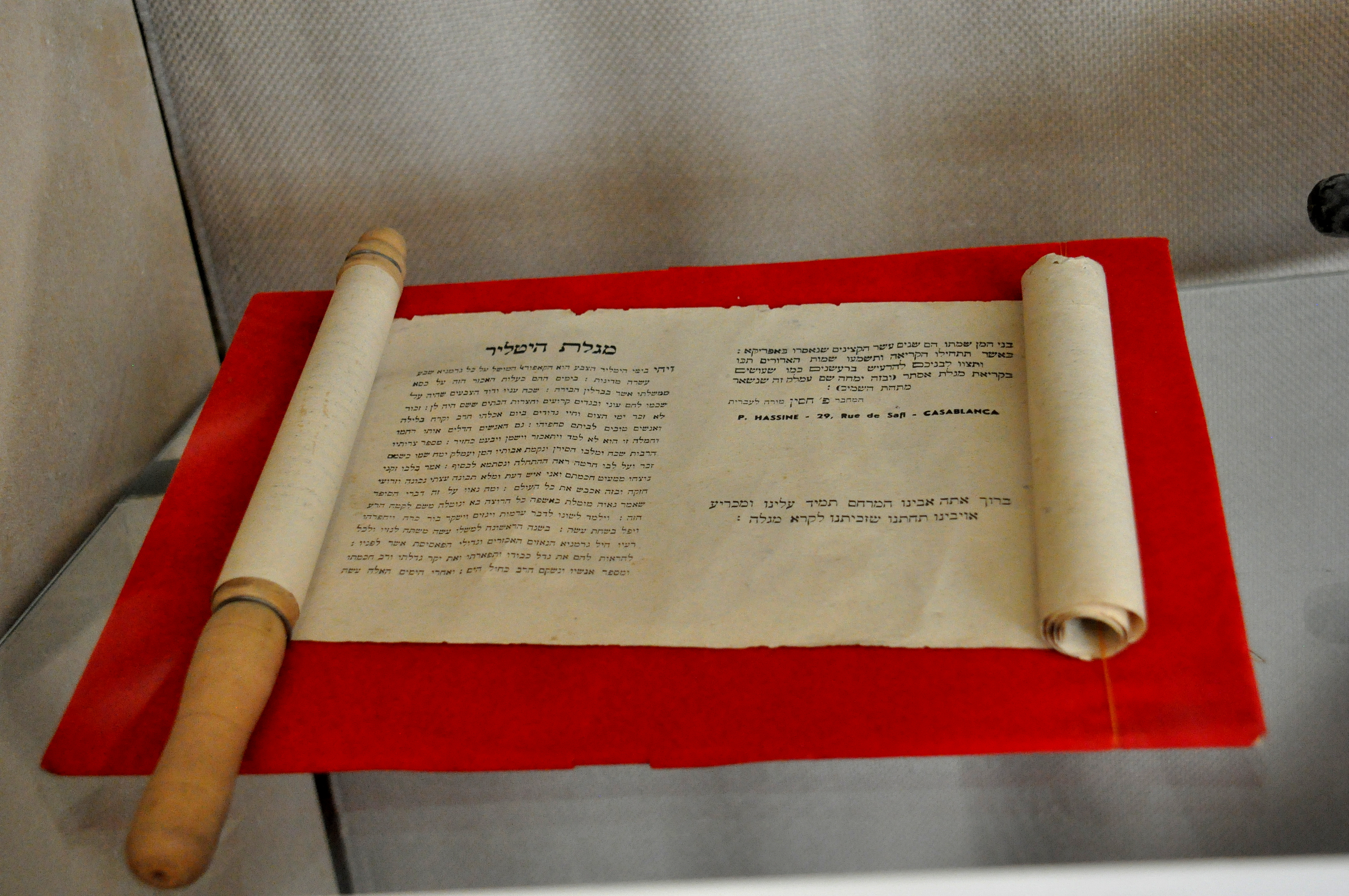
مجيلة، مجيلات هتلر، المتحف اليهودي المغربي، الدار البيضاء.
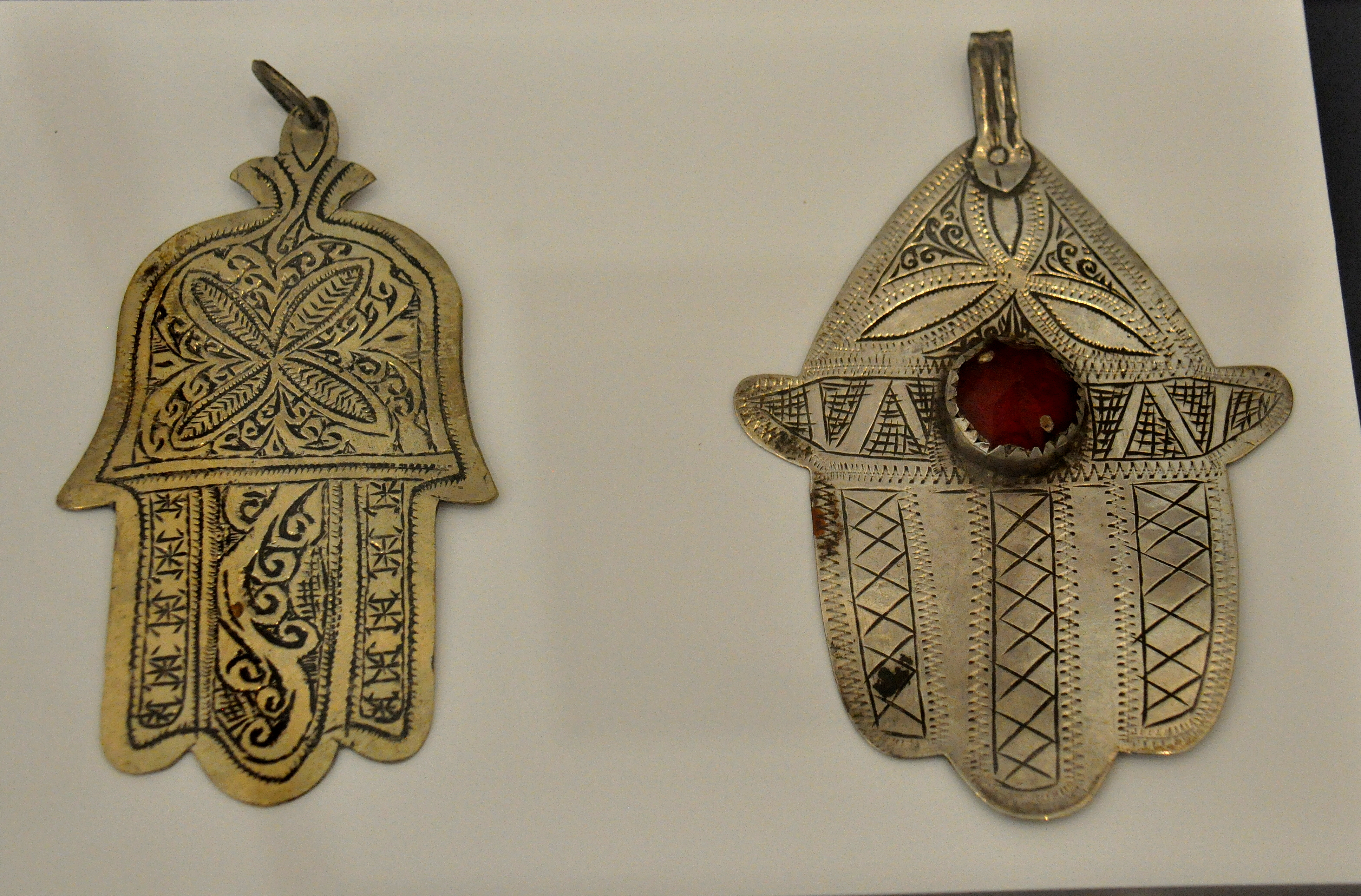
مجوهرات كانت مملوكة لعائلة يهودية، المتحف اليهودي المغربي بالدار البيضاء.
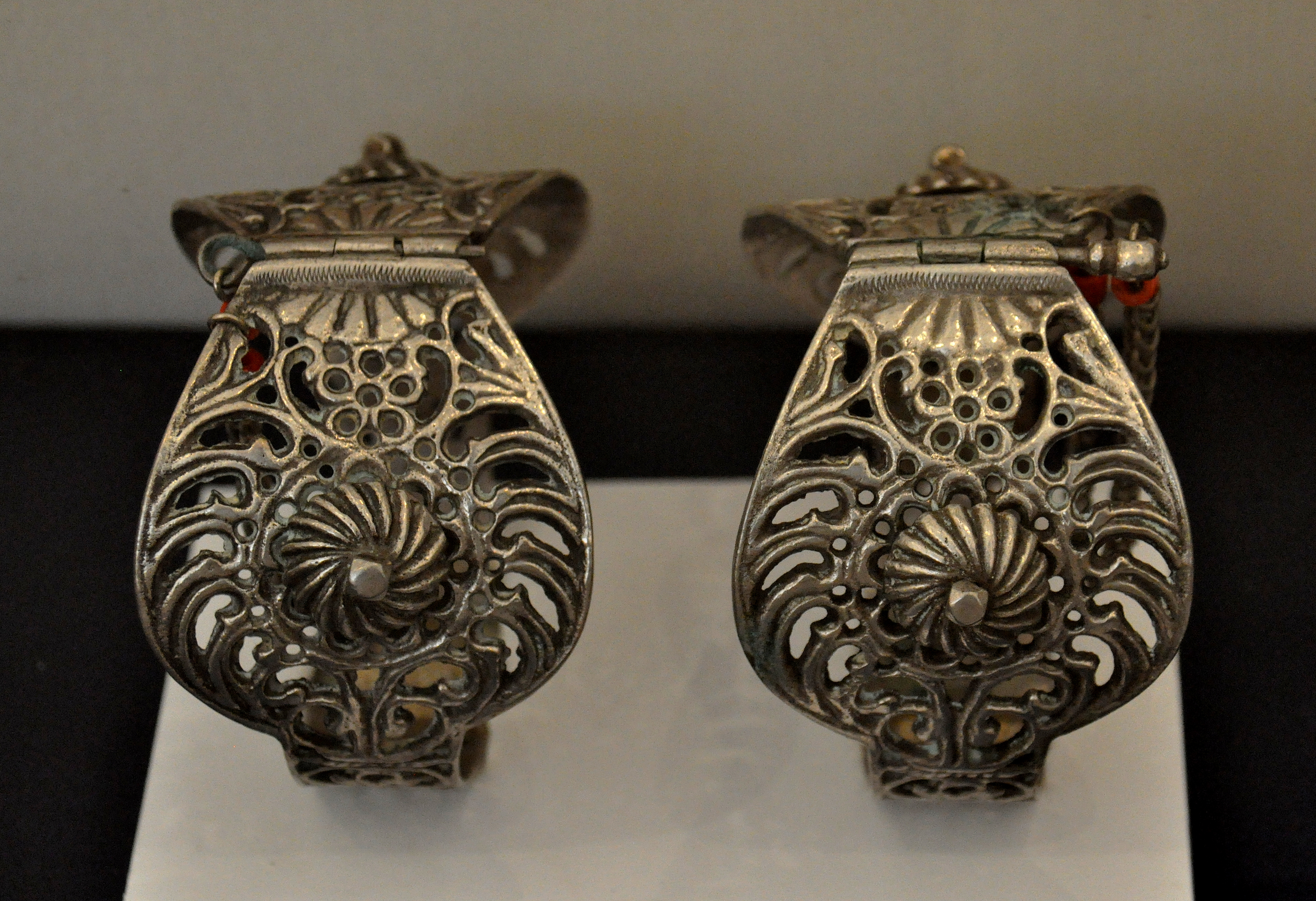
زوج من الخلخال مصبوب من الفضة على طراز المدينة كانت تنتمي إلى امرأة يهودية، المتحف اليهودي المغربي بالدار البيضاء.
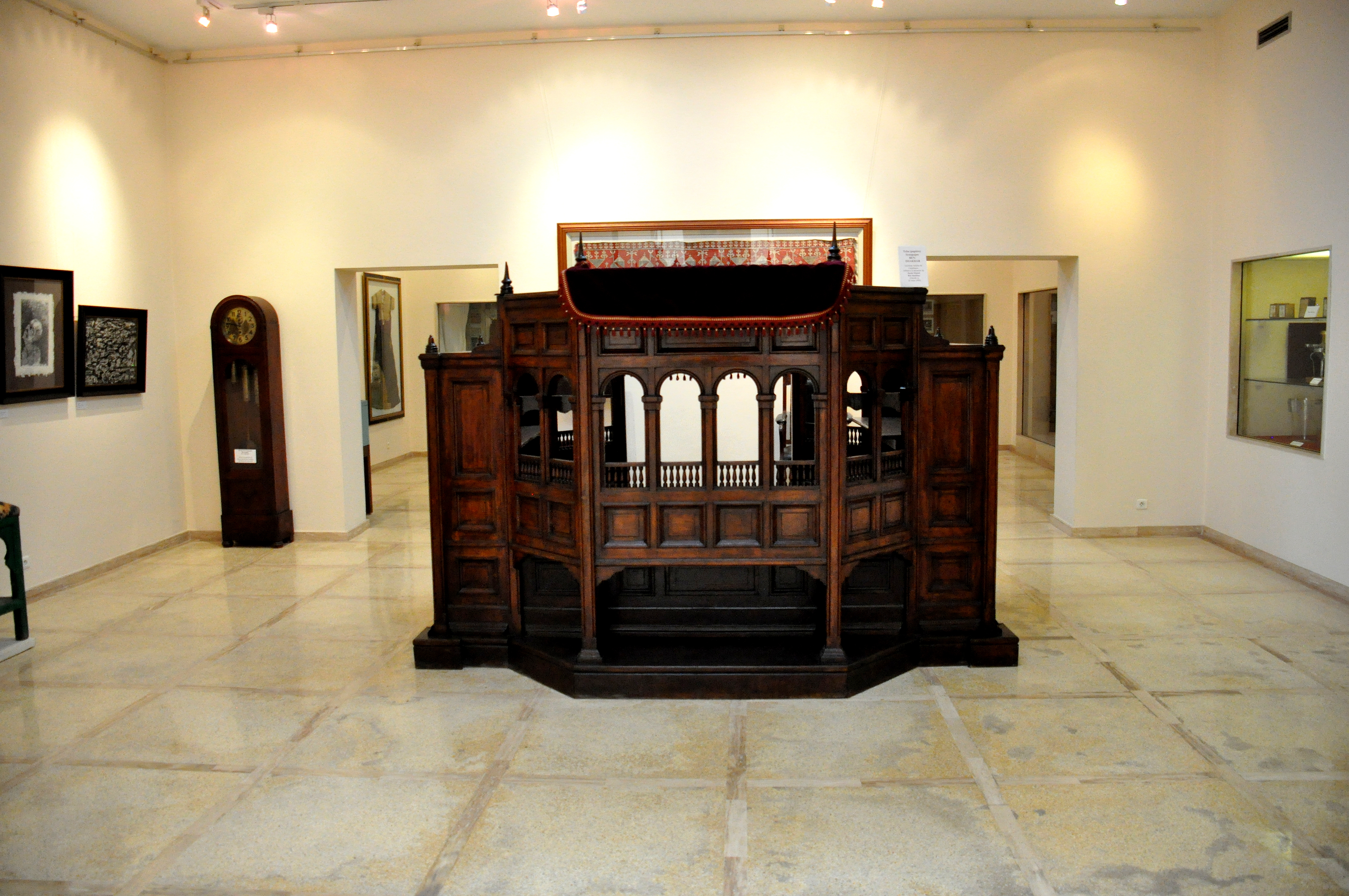
إحدى قاعات المتحف اليهودي المغربي بالدار البيضاء.
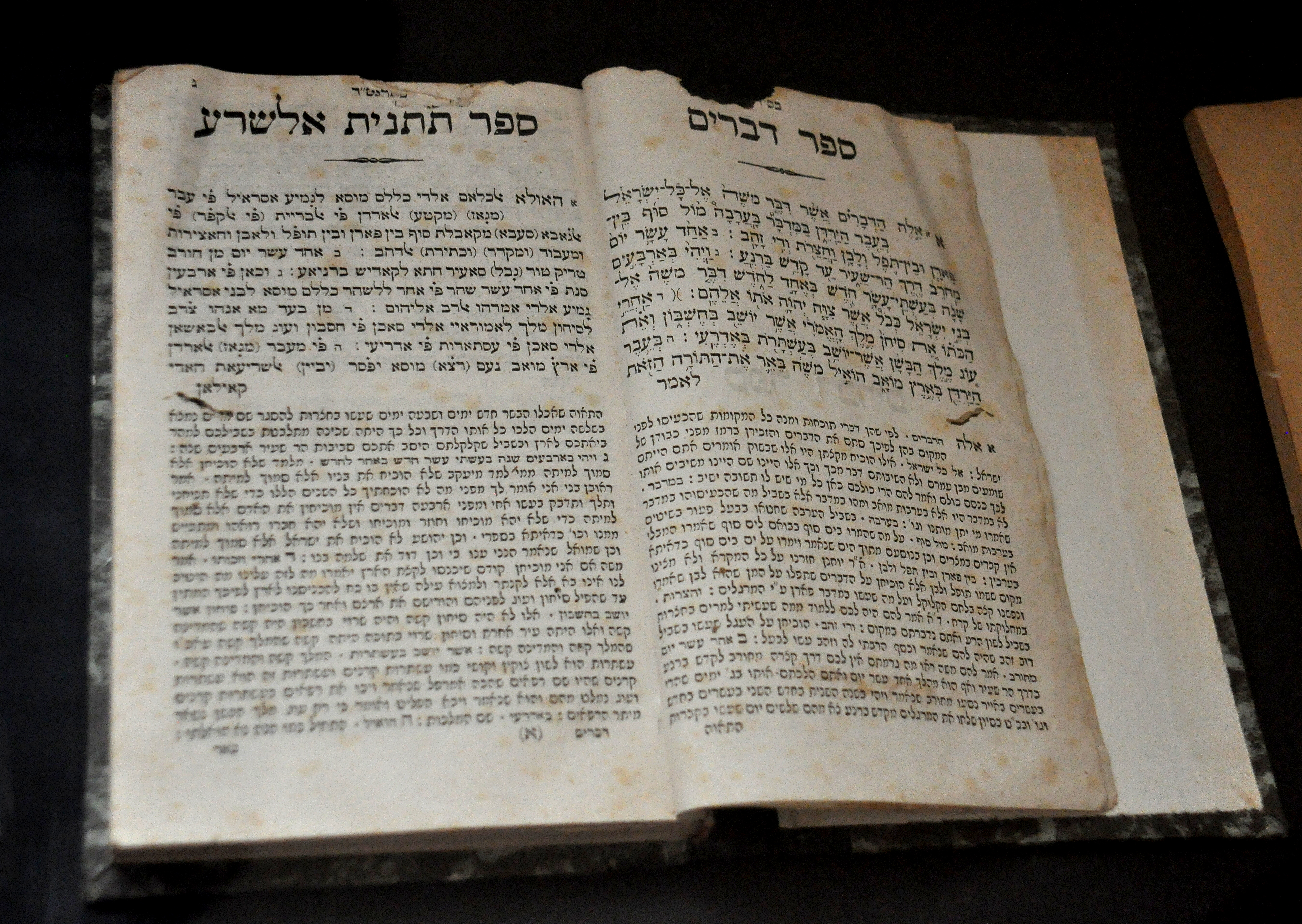
سفر التثنية (ديباريم) بالعبرية مع الترجمة إلى العربية اليهودية مكتوبة بأحرف عبرية. من ليفورنو، 1894م. المتحف اليهودي المغربي بالدار البيضاء.
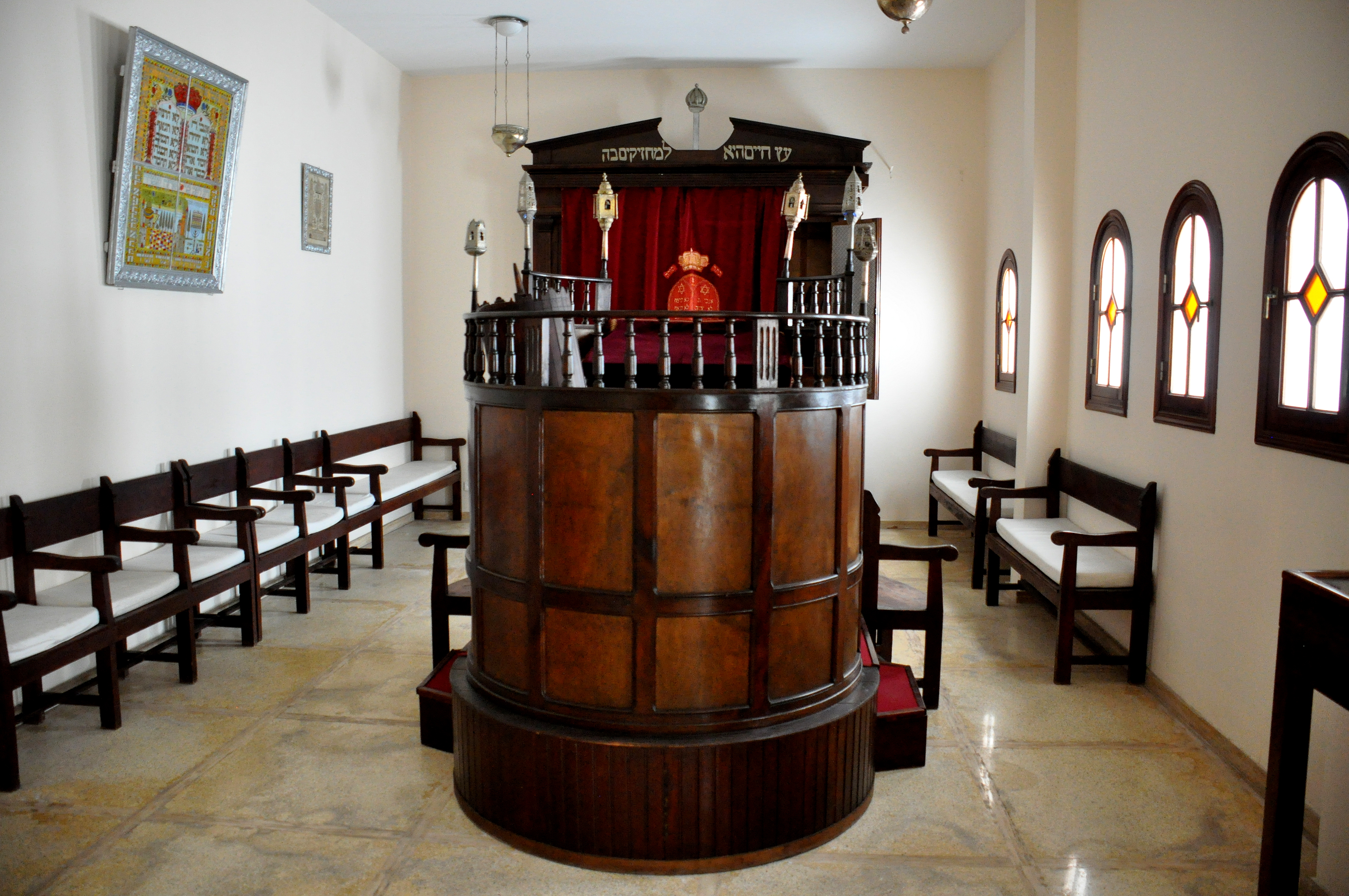
إحدى قاعات المتحف اليهودي المغربي بالدار البيضاء.
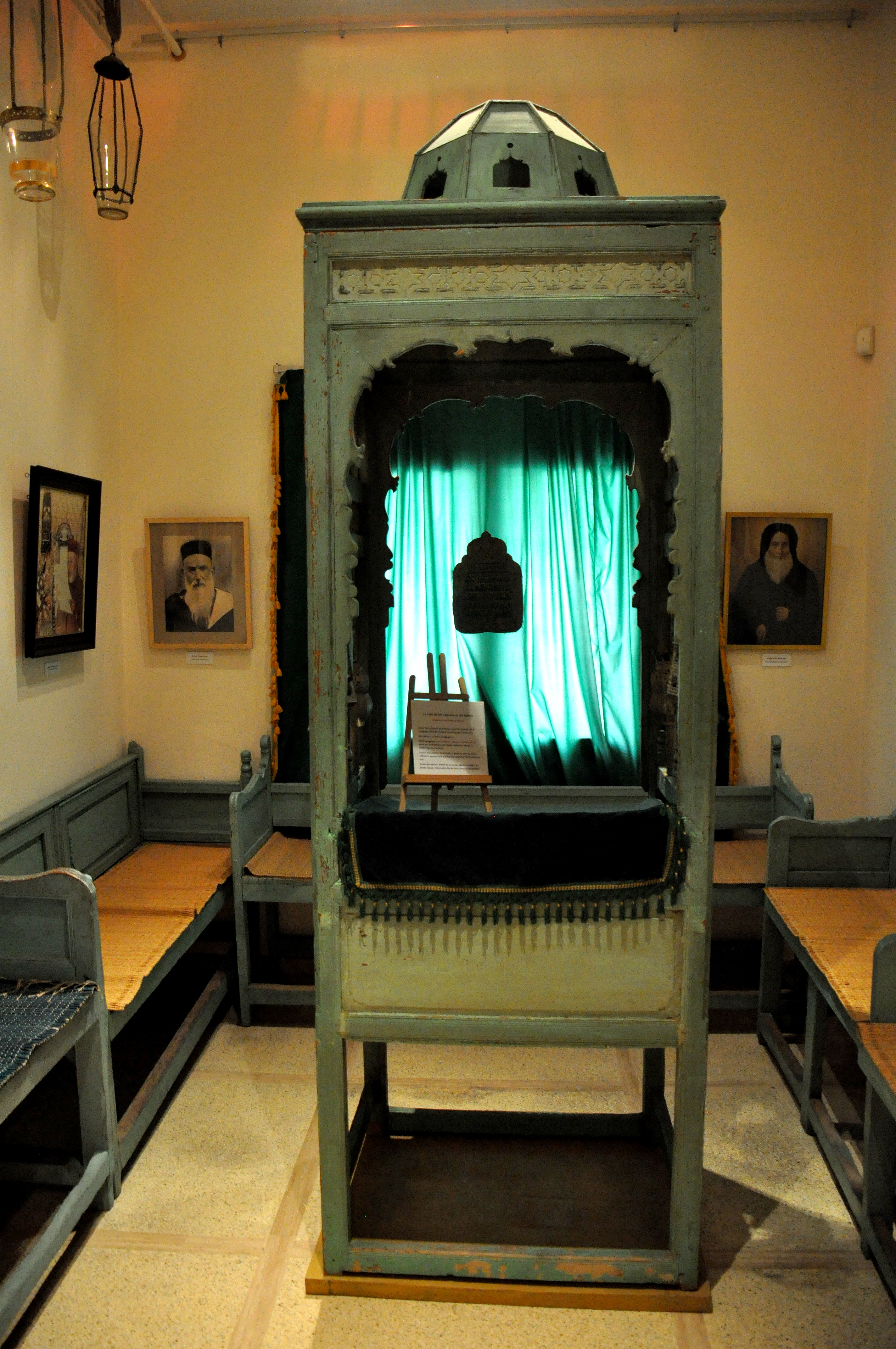
إحدى قاعات المتحف اليهودي المغربي بالدار البيضاء.
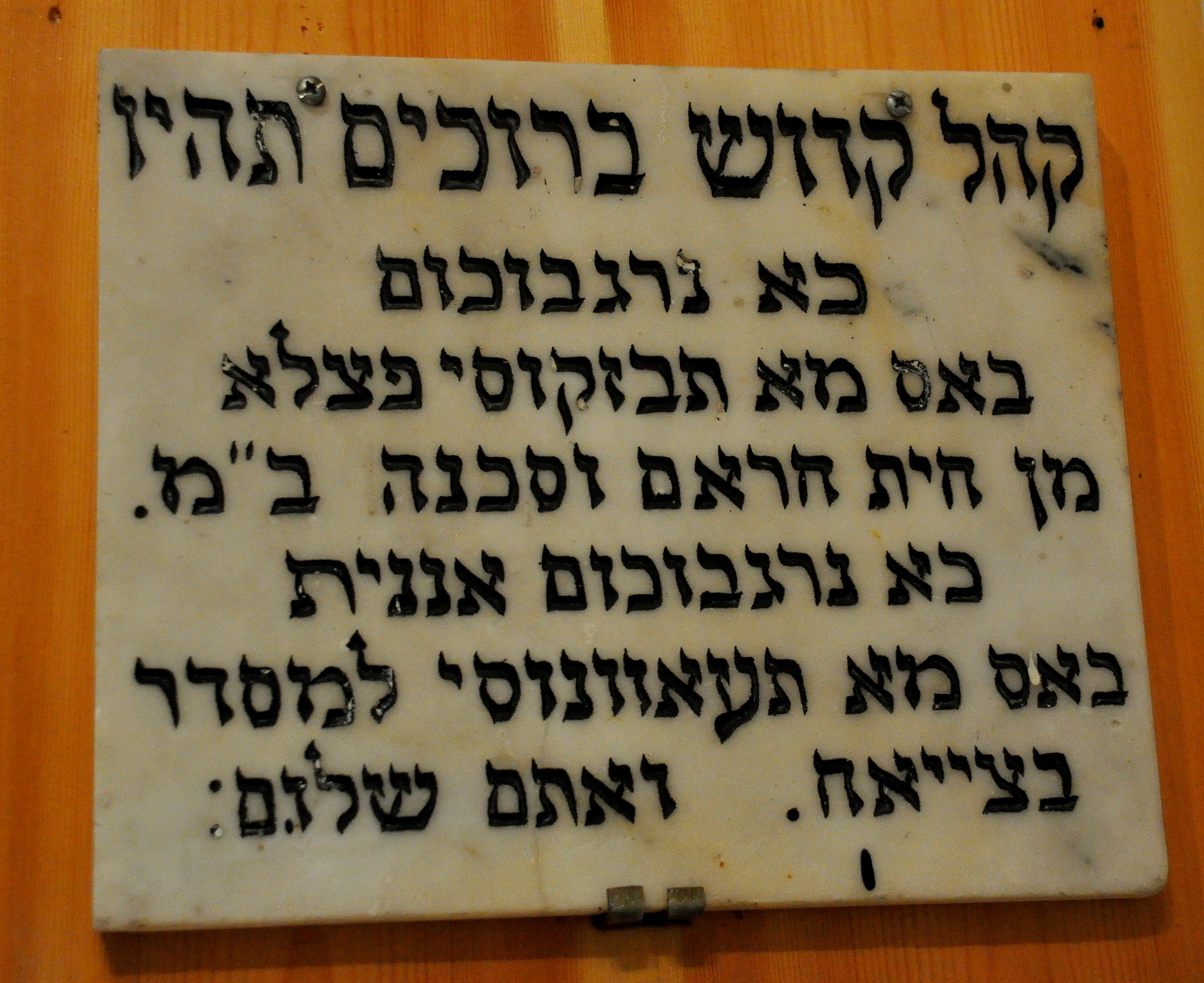
لافتة جدارية تنصح الحاضرين في كنيس يهودي بما يجب عليهم فعله أثناء الصلاة. المتحف اليهودي المغربي، المغرب.
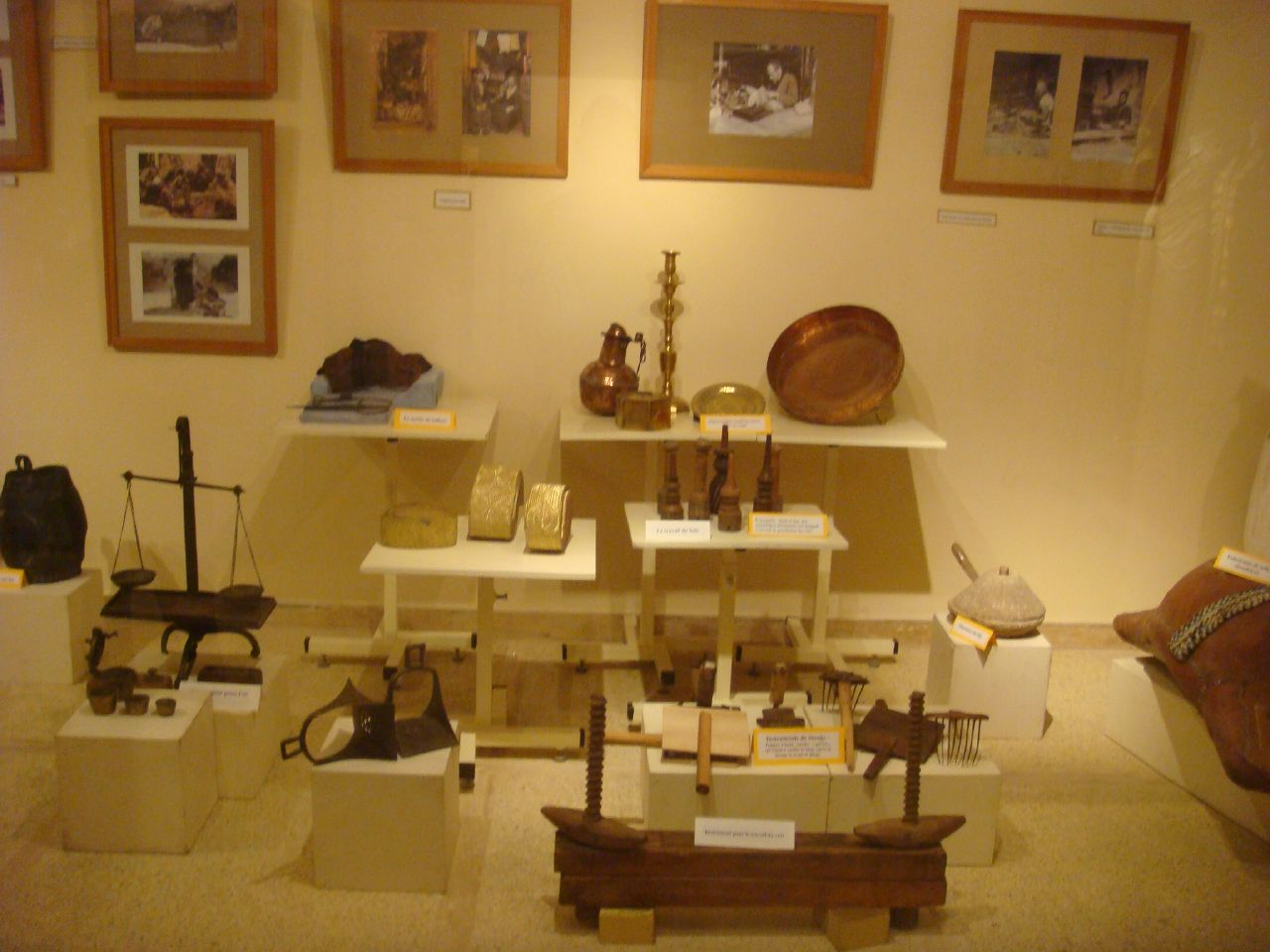
المتحف اليهودي المغربي بالدار البيضاء، المغرب.
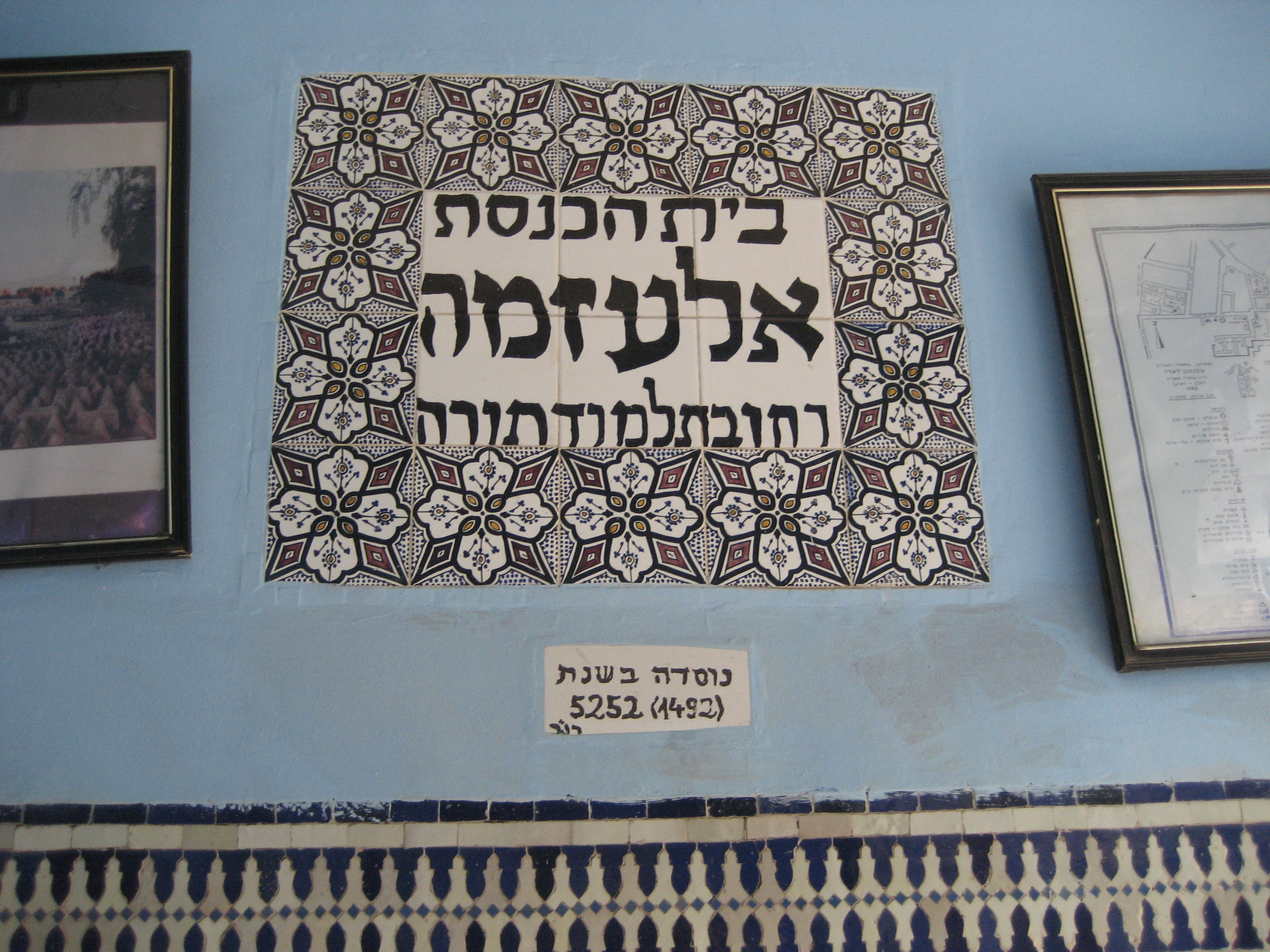
مدخل كنيس مراكش.
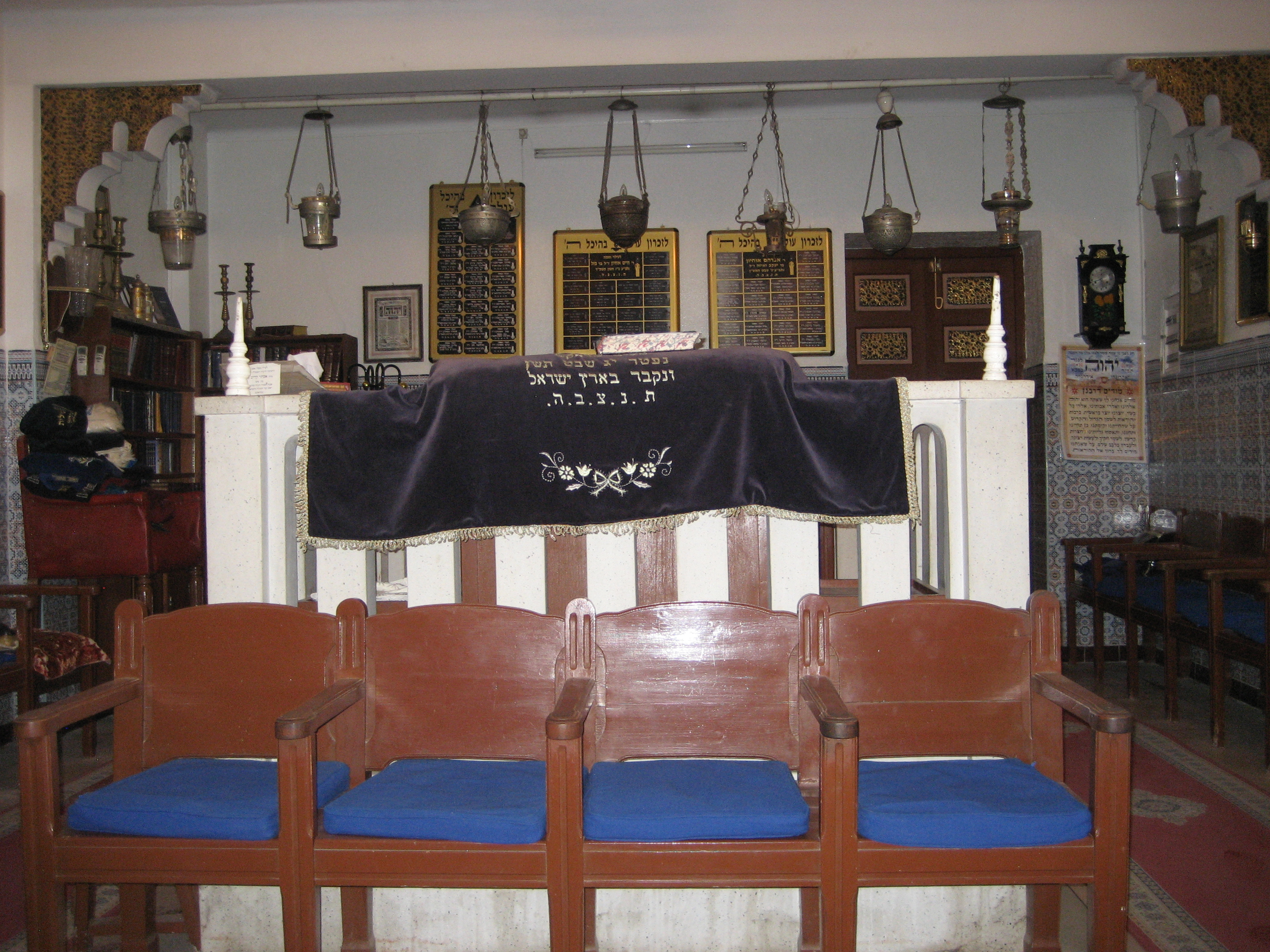
كنيس في مراكش.
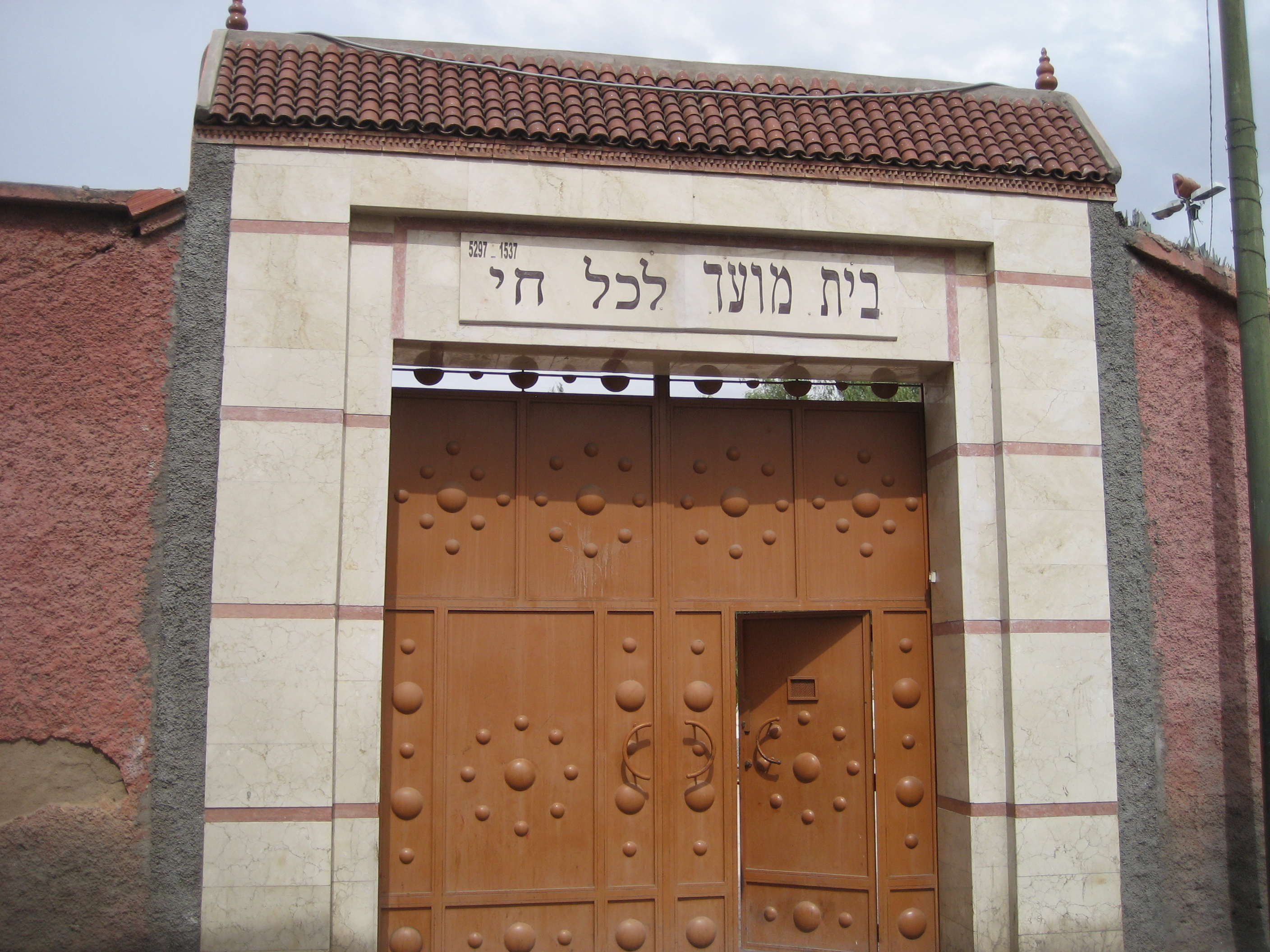
مدخل المقبرة اليهودية (مراكش).
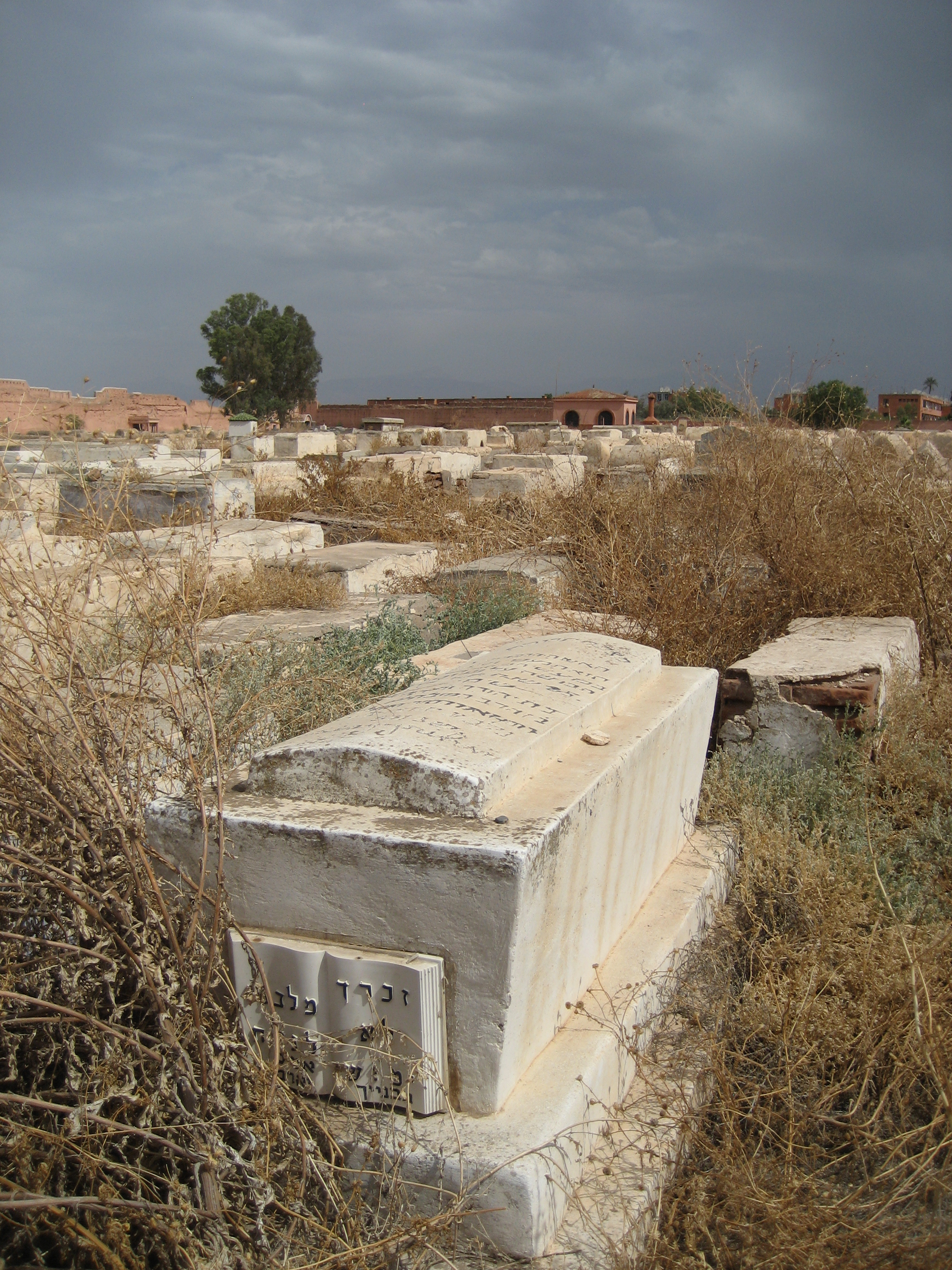
المقبرة اليهودية (مراكش).
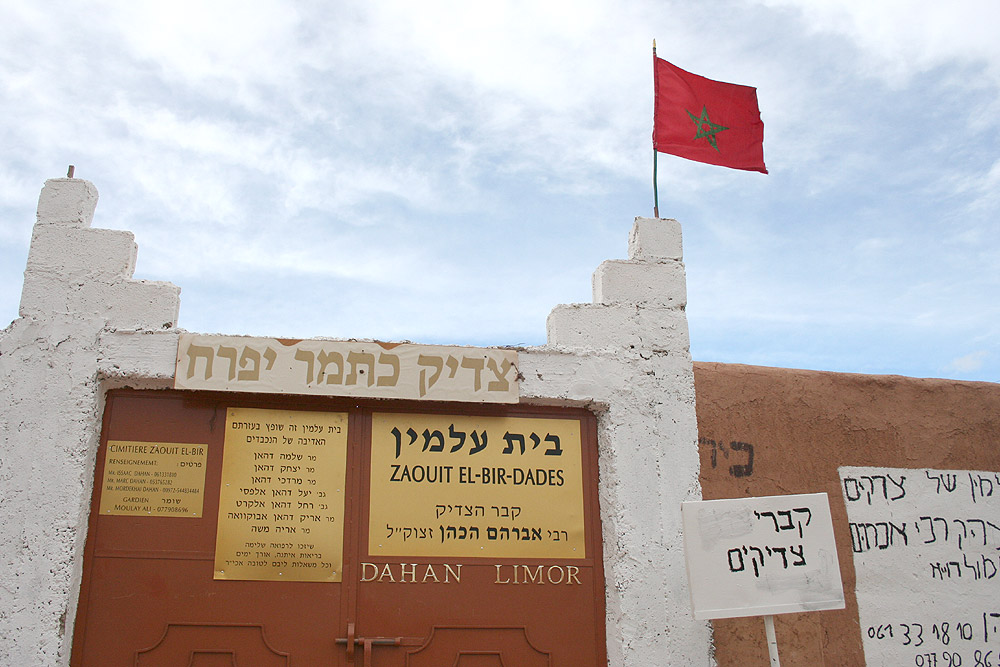
مقبرة زاوية البير دادس جنوب المغرب.
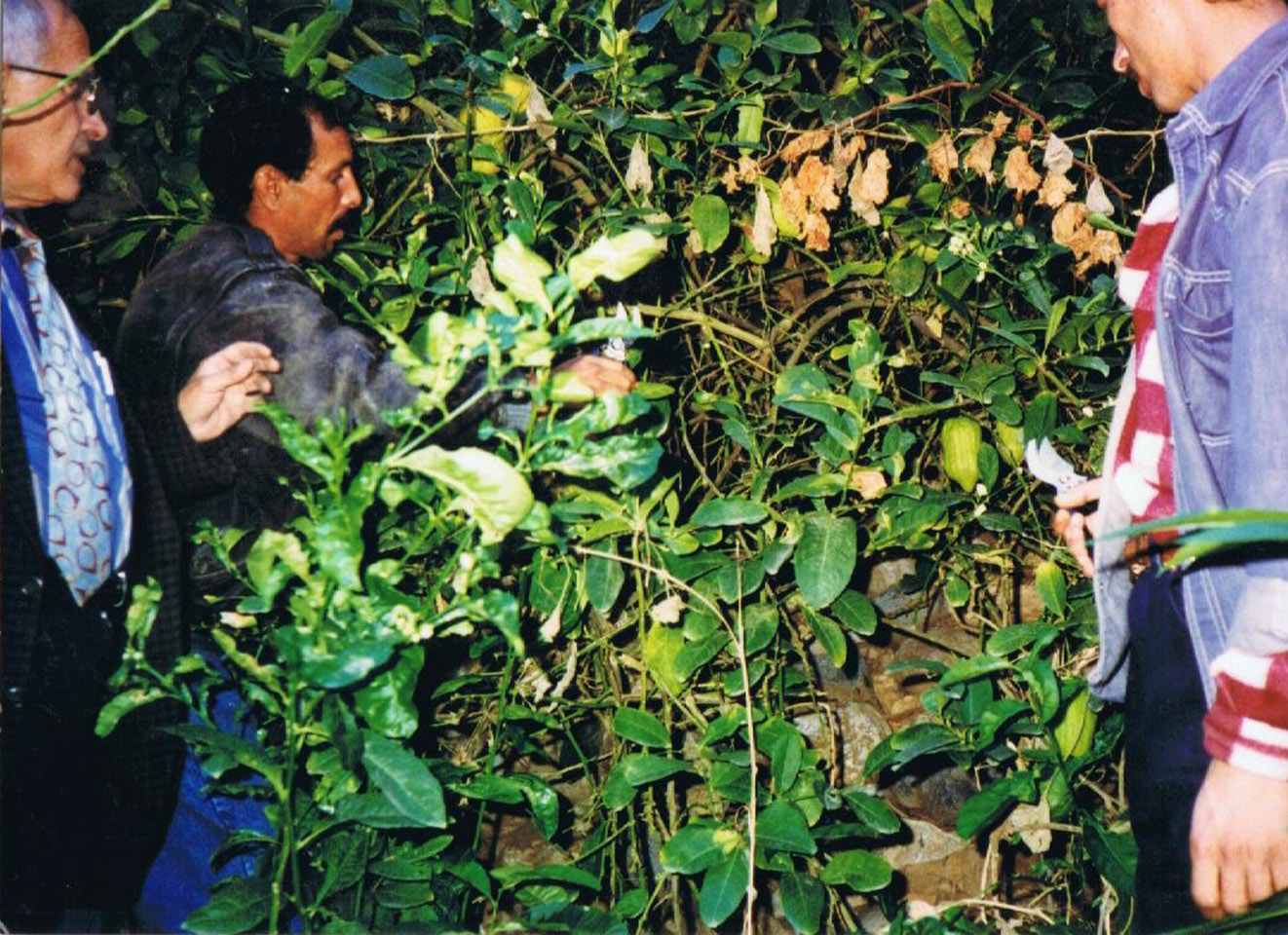
الحامض المغربي هو تراث يقدره يهود العالم.